# Peta Wilson
Pour les articles homonymes, voir Wilson.
Peta Wilson est une actrice australienne, née le 18 novembre 1970 à Sydney.

## Biographie
Elle est la fille de Karlene White Wilson et de Darcy Wilson, un ancien adjudant dans l'armée australienne. Elle a passé plusieurs années en Papouasie-Nouvelle-Guinée, où son père était en poste. Ses parents divorcèrent en 1982.

## Carrière
Peta Wilson a d'abord travaillé comme un modèle en Australie et en Europe, avant qu'elle ne déménage à Los Angeles en 1991 pour étudier l'art dramatique avec Arthur Mendoza au Actors Circle Theater et avec Tom Waits au sein du TomKat Repertory Group. À la suite de ces cours de comédie, Wilson est embauché pour quelques petits rôles dans des films indépendants, comme dans Loser et in One of Our Own. Puis, en 1996, alors qu'elle se prépare à poursuivre ses études dans une école de théâtre à New York, elle décide de se présenter au casting d'une nouvelle série de télévision produite pour le réseau câblé sur l'Amérique du Nord. Parmi les plus de 200 actrices débutantes auditionnant pour le rôle principal, les producteurs de ce nouveau programme décident de choisir  Peta Wilson pour le rôle principal qu'elle  a accepte. La série sera baptisée La Femme Nikita, inspiré du film français Nikita. Chaque épisode dure quarante minutes et la série est une production canadienne. La série se poursuit  cinq ans et comptabilise 96 épisodes diffusés sur le réseau câblé, soit 22 épisodes par saison pour les quatre premières années. En principe, la série devait s'arrêter à la 4e saison. C'est sur l'insistance des fans et devant le succès de la série que l'équipe a accepté de réaliser une 5e et dernière saison ne comprenant cette fois que huit épisodes. La plupart des épisodes de La Femme Nikita ont été filmées dans et autour de la ville de Toronto, en Ontario.
Peta Wilson a eu comme partenaires dans cette série : Roy Dupuis, Don Francks, Alberta Watson et Eugene Robert Glazer. Pour son rôle dans La Femme Nikita, elle a été nommée deux fois pour le Gemini Award dans la catégorie « Meilleure actrice  dans un premier rôle dramatique », sans toutefois le remporter.
En 2001, Peta Wilson a participé au Festival international du film de Moscou, où elle a rencontré le président russe Vladimir Poutine, qui a avoué être un de ses fans.
Parmi ses films les plus importants, elle a joué en 2002-2003 au côté de Sean Connery dans La Ligue des gentlemen extraordinaires, interprétant le rôle du vampire Mina Harker. Elle a également interprété la vie de l'actrice Anny Ondra dans le téléfilm Joe and Max (2002).
En 2006, Wilson a eu un petit rôle dans le film Superman Returns, celui de Bobbie-Faye, porte-parole de la National Aeronautics and Space Administration américaine.

## Vie personnelle
Wilson a vécu dès 1997 en couple avec Damian Harris jusqu'à leur séparation en 2002. Ils sont les parents d'un fils, Marlowe Harris qui est né en février 2002.

## Filmographie
- 1995 : Naked Jane
- 1995 : The Sadness of Sex : Girl of His Dreams
- 1996 : Loser : Alyssha Rourke
- 1996 : Sans alternative (Woman Undone) (TV) : Receptionist
- 1997 : Vanishing Point (TV) : Motorcycle girl
- 1997 : La Femme Nikita (TV) : Nikita
- 1997 : One of Our Own : Cpl. Jennifer Vaughn
- 2000 : Amours mortelles : Vickie Kittrie
- 2001 : Other People (TV) : Harriet Stone
- 2001 : Affaires de femmes ("A Girl Thing") (feuilleton TV) : Alex
- 2002 : Joe and Max (TV) : Anny Ondra
- 2003 : La Ligue des Gentlemen extraordinaires (The League of Extraordinary Gentlemen) : Mina Harker
- 2004 : False Pretenses (TV) : Dianne / Dee Dee
- 2005 : Jonny Zéro (TV) : Aly
- 2006 : Superman Returns : Bobbie Faye
- 2006 : Two Twisted (TV) : Mischa Sparkle
- 2008 : Gardens of the Night : Sarah
- 2009 : Beautiful : Sherrie
- 2009 : Malibu Shark Attack : Heather
- 2010 : Errand_boy : Genie
- 2010 : Les Experts : Miami (CSI: Miami) : Amanda
- 2011 : Liberator : Marla Criswell
- 2012 : The Finder (TV) : Pope
- 2015 : Dutch Kills : Ladye Bishop
- 2021 : Troppo : Eve